# Цветовой миксер

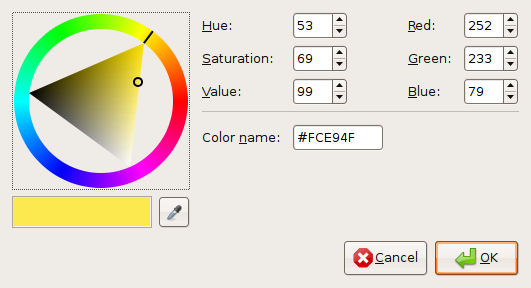
GTK+-диалог выбора цвета

Цветовой миксер (он же — цветовой смеситель) — это инструмент для дизайнеров, который помогает в выборе цветов для полиграфической, графической, или веб-продукции. В частности — для использования на сайтах.

## Использование
Используется он для того, чтобы цвета, использующиеся в продукции, имели наилучшую психологическую действенность.